# Микитюк Степан Федорович
Микитюк Степан Федорович (нар.1922, с. Боб'ятин Сокальського району Львівської області) — провідник рою ОУН.

## Біографія
Початкову освіту здобув у школі рідного села, а 1937 р. закінчив 7 класів Тартаківської школи. З другої чверті, тобто 10 листопада 1939 р., почала працювати Сокальська педшкола, куди поступив і навчався до 22 червня 1941 р., тобто до початку війни закінчив два курси.
У школі працювала підпільна, добре організована ОУН. До молодіжної ОУН вступив ще 1938 р. Мав псевдо «Скрипа» і був провідником рою. Рій — це найменша ланка організації, що складалася з 5 чоловік. Провідником ОУН в педшколі був Петро Гой зі села Копитова.
До рою входили:
1. Микитюк Степан Федорович — ройовий.
2. Кручкевич Богдан Володимирович — с. Боб'ятин.
3. Бузікевич Микола — с. Боб'ятин
4. Козачок Григорій — с. Стенятин.
5. Шамборовський Іван — с. Стенятин

Степан Микитюк згадує:
|  | Петро Гой мені давав завдання вивчати легку ручну зброю військ СРСР. Я познайомився з інструкцією кулемета «Максима», «Дехтярьова», гвинтівки, револьвера марки «Наган» і набоями для них. Це було напередодні війни, і ОУН готувалась до неї. Крім того, потрібні були зошити, яких в Сокалі не було, а їх роздавали у школі по 3-5 штук на учня, згідно з розпорядженням. Я сидів за партою поруч з Миколою Веремієм зі Шарпанців, старостою групи, а зошити на клас одержував я (він був у курсі справи). Кожного разу я не додавав студентам свого курсу по одному зошиту. Їх я брав додому і в літню пору разом з односельчанами (членами ОУН) в стодолі Івана Дещиці переписували вручну націоналістичну літературу, також писану від руки, яку привозив нам Гой. Так було кожної неділі. Ввечері приїжджав на велосипеді Гой і забирав у нас написане та давав свіжу літературу. Мені допомагали переписувати: Богдан Кручкевич, Михайло Демчук (студенти) та Іван Дещиця. Зі своїм роєм вивчав «Декалог». На третій день війни (25 червня) я повертався до свого села. На дорозі до Тартакова мене затримав офіцер СС і відправив до Сокаля, а далі мене вивезли до Німеччини (недалеко від Гамбурга). Тут я отримав номер 4320 Х-Д і вкінці листопада відправили мене у трудовий табір до Відня на примусові роботи. На околиці Відня в місцевості Швехаж-Ост я працював на будівництві аеродрому для реактивних літаків фірми «Генкель». |

У 1945 році був на фронті, «визволяв» Чехословаччину й Австрію, дійшов до Праги.
У 1947 р. після демобілізації з армії вступив на третій курс Сокальського педучилища, яке закінчив у 1948 році і поступив до Львівського державного університету.
Працював вчителем історії, директором в Ільковицькій середній школі Сокальського району. Виховав двоє дітей.